# أتلانتيا (شركة)
أتلانتيا س.ب.ا (بالإيطالية: Atlantia S.p.A.)‏ هي شركة قابضة إيطالية التي يمثل أهم منشئاتها اوتوستراد إيطاليا وهي أكبر شبكة امتياز على الاوتوستراد. فرع آخر لها هو اوتوستراد فرجينيا وهي عضو في الكونسورتيوم الذي يشغل طريق دليس.